# Aragonta González
Aragonta González (Galicia, ca. 900/908 - Salceda de Caselas ?, ca. 977) fue una noble gallega, brevemente reina consorte de León por su matrimonio con Ordoño II, de quien fue esposa durante poco más de un año.
Hija del conde Gonzalo Alfonso Betote y de Teresa Eriz, la hija del conde de Lugo, Ero Fernández. Tuvo como hermanos los condes Pelayo y Hermenegildo González, dos nobles de importancia en el noreste de la península ibérica durante la primera mitad de siglo X.
El 922 se casó con el rey Ordoño II de León, después de la muerte el 921 de la anterior reina, Elvira Menéndez, según los datos que ofrece la Crónica de Sampiro. El matrimonio no duró mucho, poco más de un año, después Ordoño la repudió, según la crónica porque no era de su gusto, por lo que el monarca habría hecho penitencia. Poco después el rey se comprometió con su tercera mujer, Sancha de Pamplona.
Se desconoce si tuvo descendencia. Finalizado el matrimonio volvió a Galicia, donde fundó el monasterio de Salceda de Caselas, donde es documentada en 967. Probablemente vivió allí hasta su muerte, acaecida hacia el 977.